# Mișcarea Amerindiană

Steagul Mişcării Amerindiene

Mișcarea amerindiană sau Mișcarea Nativilor Americani (în limba engleză The American Indian Movement, prescurtat AIM) este o organizație activistă a nativilor americani din SUA, fondată în 1968, în Minneapolis, Minnesota, și care se ocupă cu păstrarea identității, spiritualității și a culturii nativilor americani. Printre fondatorii acestei organizații se numără Dennis Banks, George Mitchell, Herb Powless, Clyde Bellecourt, Harold Goodsky, Eddie Benton-Banai și Russell Means (mort în 2012), care a condus organizația la începutul anilor 1970. Inițial, organizația a fost fondată pentru a putea aborda probleme nativilor americani, cum ar fi sărăcia, discriminarea, învățământul în limba maternă, hărțuirea și torturarea de către poliție. Curând, această organizație a atras membri din SUA și Canada. A colaborat cu alte organizații ale nativilor americani și a organizat diferite proteste pentru acordarea tuturor drepturilor nativilor americani și pentru a militat pentru recunoașterea oficială a nativilor americani ca victime ale expansiunii militare americane.